# The American Historical Review
The American Historical Review és una revista d' història acadèmica trimestral i la publicació oficial de l' American Historical Association. S'adreça a lectors interessats en tots els períodes i facetes de la història i sovint s'ha descrit com la principal revista d'història dels Estats Units al món. Segons Journal Citation Reports, l' AHR té el factor d'impacte més alt entre totes les revistes d'història amb 2.188.

## Història

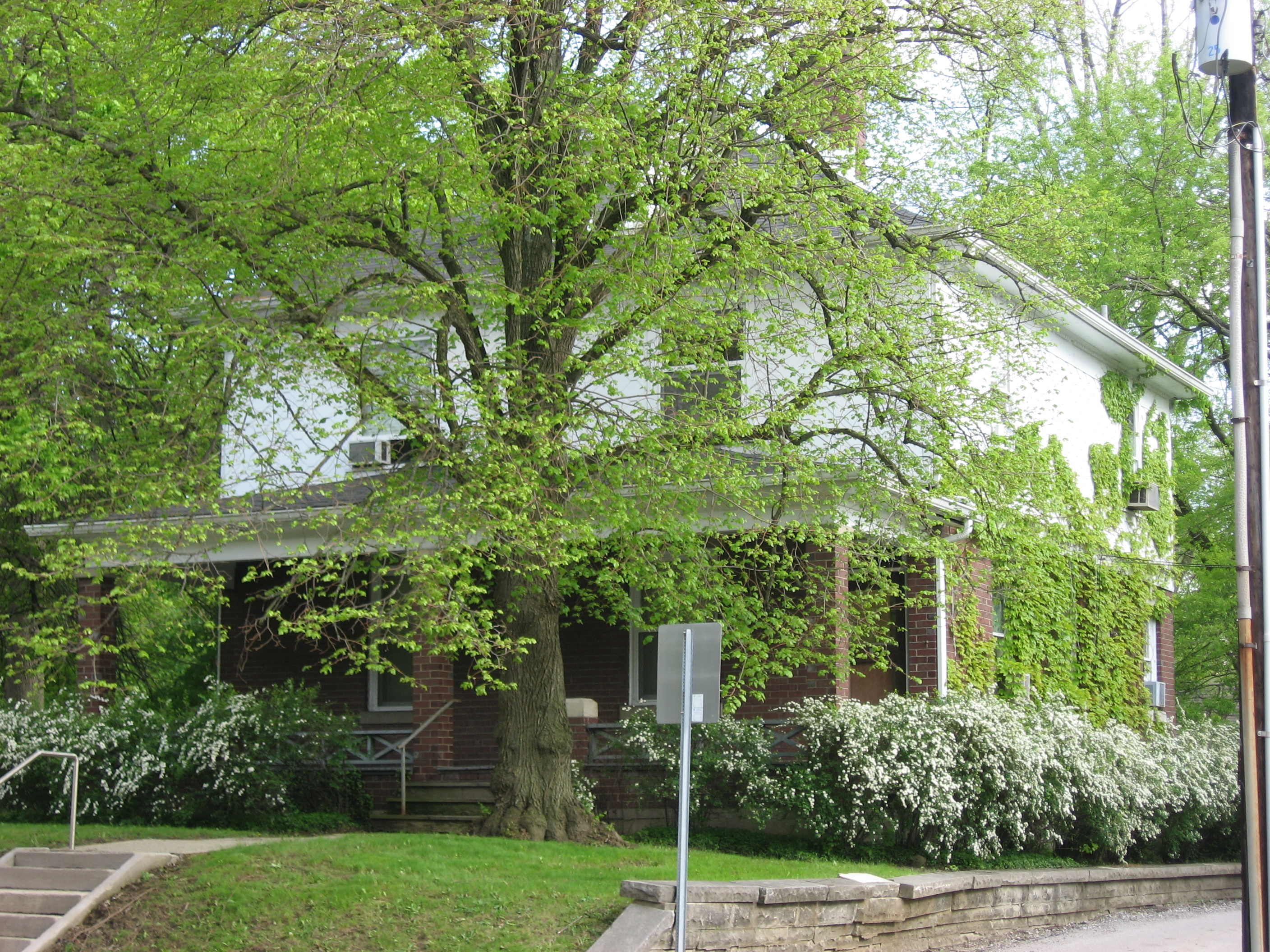
Oficines de la revista a Bloomington, Indiana

Fundada el 1895, The American Historical Review va ser un esforç conjunt entre el departament d'història de la Universitat de Cornell i la Universitat Harvard, basat en The English Historical Review i la French Revue historique, "per a la promoció d'estudis històrics, la col·lecció i preservació de documents i artefactes històrics, i la difusió de la investigació històrica".
La revista es publica als mesos de març, juny, setembre i desembre com una publicació acadèmica semblant a un llibre amb articles de recerca i ressenyes de llibres, entre altres articles (cada número sol tenir unes 500 pàgines). Cada any es publiquen aproximadament 25 articles a la revista. La taxa d'acceptació de les presentacions és al voltant del 9 per cent. La revista també publica aproximadament 1.000 ressenyes de llibres a l'any.

## Consell editorial
Les oficines editorials es troben a la Universitat d'Indiana Bloomington, on un petit personal produeix la publicació sota la direcció d'un consell assessor de 12 membres. Des del número d'octubre de 2007 fins al 2011, la revista va ser publicada per la University of Chicago Press. A partir de 2012, la revista ha estat Oxford University Press.
El consell editorial de l' AHR està format per acadèmics en diversos camps i subcamps, com ara l'Europa medieval i moderna, l'Europa occidental i oriental i Rússia, l'Àsia oriental i meridional, Amèrica Llatina, els Estats Units antics i moderns, l'Orient Mitjà i els mètodes. i teoria.